# Edda Budingová
Edda Budingová, provdaná Düchtingová (13. listopadu 1936 Lovrin – 15. července 2014 Aalen) byla německá tenistka. 

## Tenisová kariéra
Pocházela z rodiny Banátských Švábů, která byla po druhé světové válce vysídlena z Rumunska. Vrcholovému tenisu se věnovali také její mladší sourozenci Ilse Budingová a Ingo Buding.
Od roku 1948 žila v Argentině a získala pro ni stříbrnou medaili z čtyřhry na Panamerických hrách v roce 1955, pak reprezentovala západní Německo. Vyhrála German Open 1959, Trophée Raquette d'Or 1960, tenisové mistrovství USA žen na antuce 1961 a Swedish Open 1963. V letech 1956, 1962 a 1963 byla mistryní Německa na otevřeném kurtu a v letech 1961 a 1962 v hale. Na grandslamových turnajích byla dvakrát ve finále smíšené čtyřhry a jednou ve finále ženské čtyřhry: v roce 1957 v Paříži s Luisem Ayalou, v roce 1961 ve Wimbledonu s Robertem Howem a téhož roku na US Open s Yolou Ramírezovou. Ve dvouhře bylo jejím největším úspěchem semifinále French Open v roce 1961.
V roce 1966 postoupila se západoněmeckým týmem do finále Poháru Federace. Na Letních olympijských hrách 1968, kde byl tenis ukázkovým sportem, vyhrála spolu s Helgou Masthoffovou čtyřhru a byla čtvrtfinalistkou dvouhry i mixu.
Získala ocenění Silbernes Lorbeerblatt.

## Finálová utkání na Grand Slamu

### Smíšená čtyřhra: 2 (0–2)
| Stav       | Rok  | Turnaj      | Povrch | Finalistka  | Výsledek                     |           |
| Finalistka | 1957 | French Open | antuka | Luis Ayala  | Věra Suková Jiří Javorský    | 3–6, 4–6  |
| Finalistka | 1961 | Wimbledon   | tráva  | Robert Howe | Lesley Turnerová Fred Stolle | 9–11, 2–6 |

### Ženská čtyřhra: 1 (0–1)
| Stav       | Rok  | Turnaj  | Povrch | Spoluhráčka     | Soupeřky ve finále               | Výsledek      |
| Finalistka | 1961 | US Open | tráva  | Yola Ramírezová | Lesley Turnerová Darlene Hardová | 4–6, 7–5, 0–6 |